# Aubourn with Haddington
Aubourn with Haddington är en civil parish i North Kesteven i Lincolnshire i England. Orten har 460 invånare (2011).